# 4286 Rubtsov
4286 Rubtsov (1988 PU4) là một tiểu hành tinh vành đai chính được phát hiện ngày 8 tháng 8 năm 1988 bởi L. I. Chernykh ở Nauchnyj.